# Cicagna
Cicagna est une commune italienne de la ville métropolitaine de Gênes, dans la région Ligurie.

## Administration
| Période                                  | Période | Identité | Étiquette | Qualité |
| ---------------------------------------- | ------- | -------- | --------- | ------- |
|                                          |         |          |           |         |
| Les données manquantes sont à compléter. |         |          |           |         |

### Hameaux
Monleone, Pianezza, Serra

### Communes limitrophes
Coreglia Ligure, Lorsica, Mocònesi, Orero, Rapallo, Tribogna

## Économie
Plus d'une quinzaine de petites entreprises extraient des collines alentour un schiste ardoisier à forte teneur en calcaire (plus de 50 %) qu'elles façonnent dans leurs ateliers, en dalles de billard, en ardoises de couverture épaisses (0,5 à 1 mm), marches d'escalier, dallage, paillasses de cuisine, etc.
Elles exportent une part importante de leur production aux États-Unis.